# Trascoro

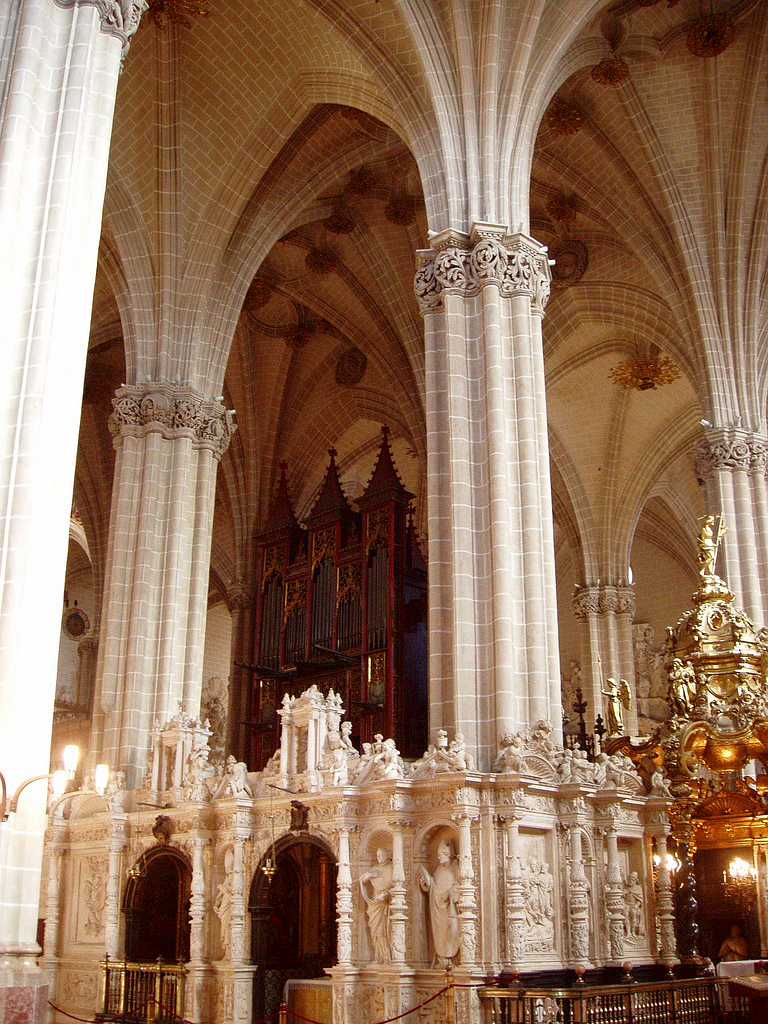
Ejemplo el trascoro de la Catedral del Salvador de Zaragoza en Zaragoza.

En las iglesias cristianas, se conoce como trascoro a la zona localizada detrás del coro. Este espacio puede estar delimitado mediante una separación ornamentada a manera de muro, retablo o altar.

## Tipos
Pueden distinguirse diversas variedades de trascoro:
- Trascoro puerta.
- Trascoro altar.
- Trascoro monástico, es un modelo intermedio entre los dos anteriores.
- Trascoro templete o baldaquino.

## Finalidad
Tiene la finalidad de separar o aislar el coro del resto del espacio de la nave central.

## Catedrales de España
En España algunos de los trascoros constituyen obras de excepcional valor, entre ellos el trascoro de la Catedral de Leon, el trascoro de la Catedral de Sevilla y el trascoro de la Seo de Zaragoza.